# ماهیچه شانه‌ای
ماهیچه شانه‌ای (انگلیسی: Pectineus muscle) یکی از عضلات در ناحیه ران است که وظیفه آداکشن و فلکشن ران را دارد.
سر ثابت آن روی استخوان شرمگاهی و سر متحرک آن سطح خلفی استخوان ران است. عصب‌گیری آن از عصب رانی(فمورال)است هرچند بعضی مواقع عصب ابتوراتور می‌باشد.

## نگارخانه

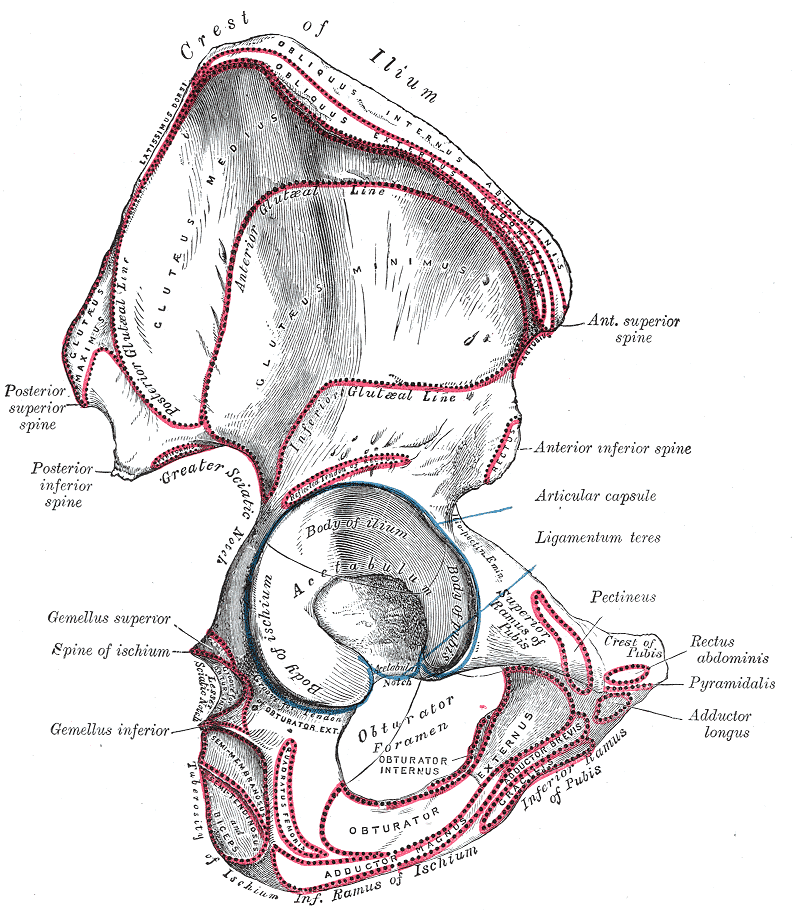
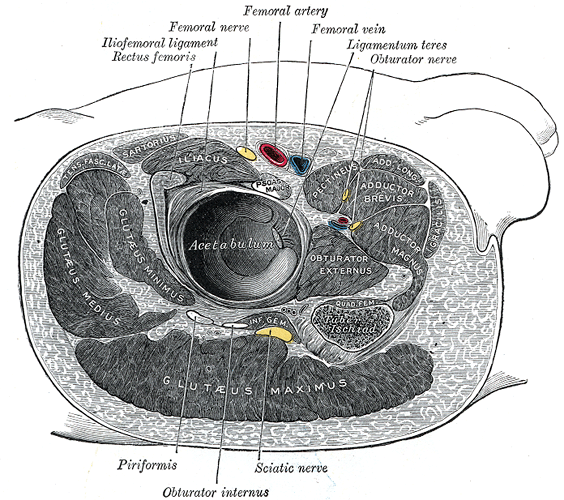
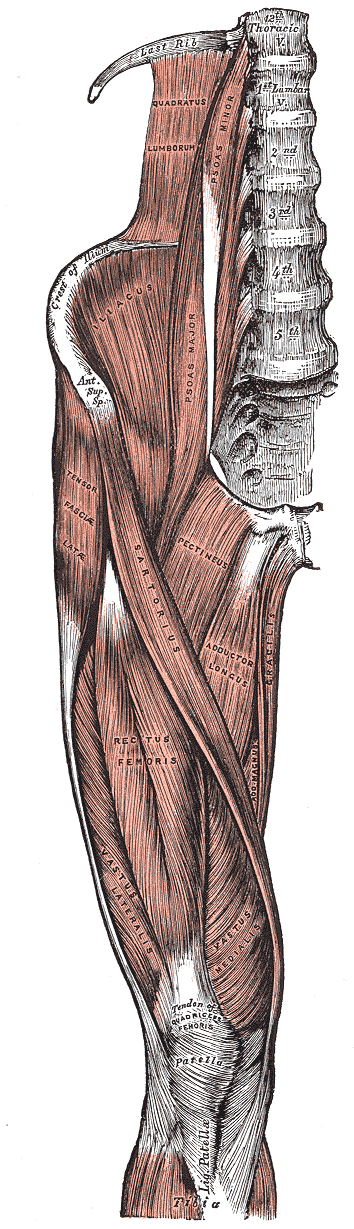
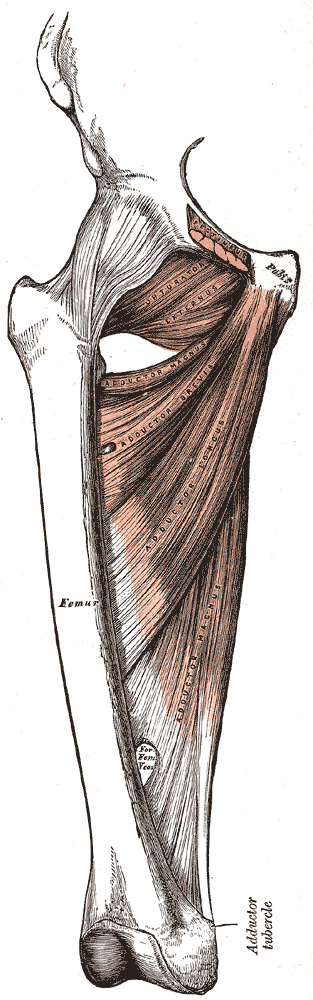
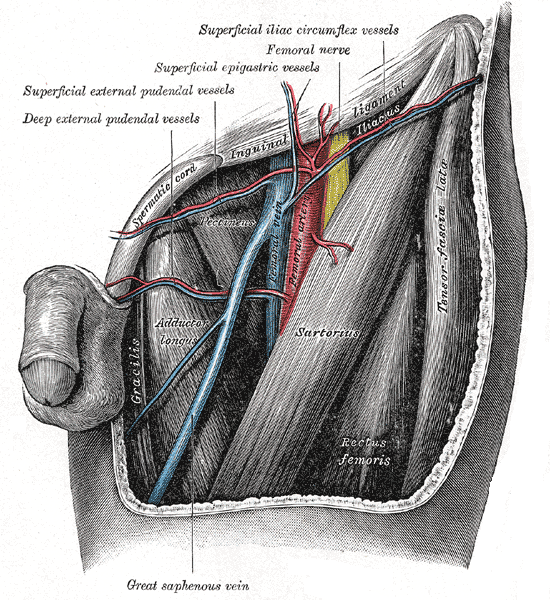
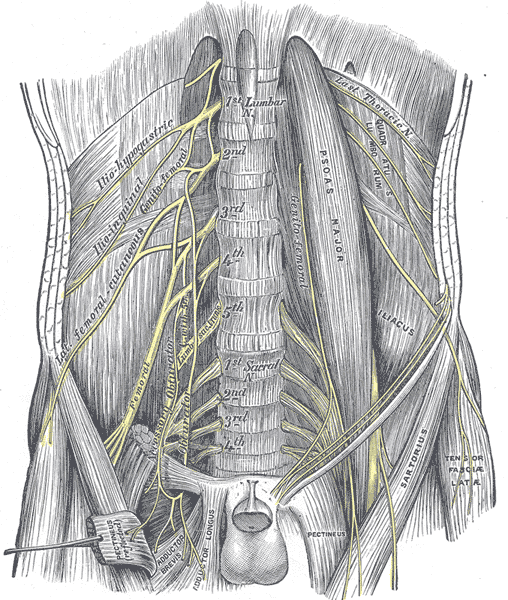
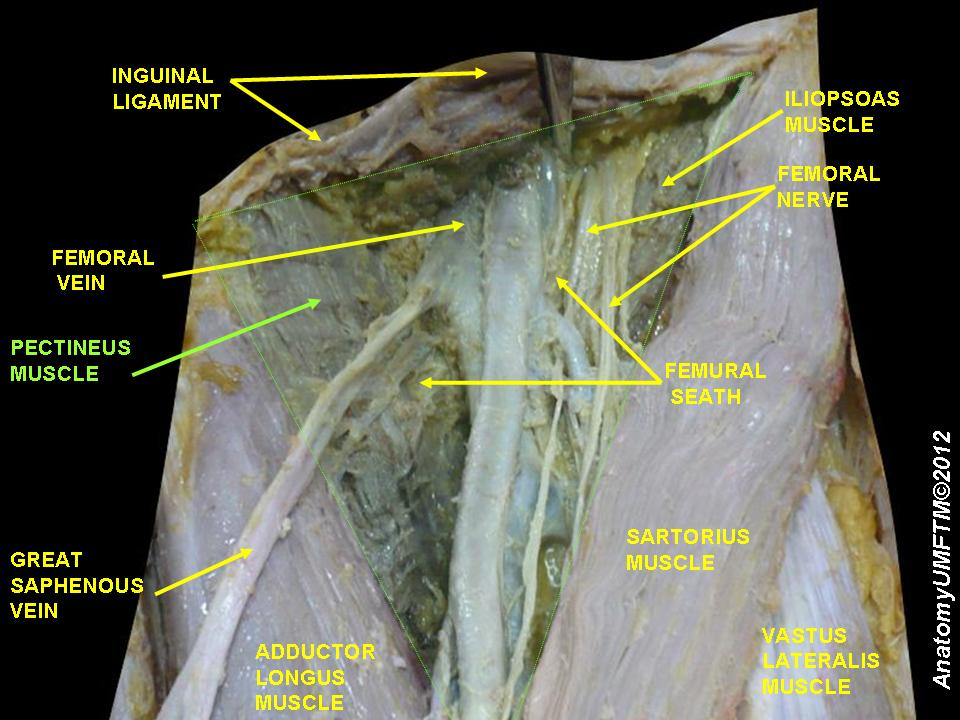
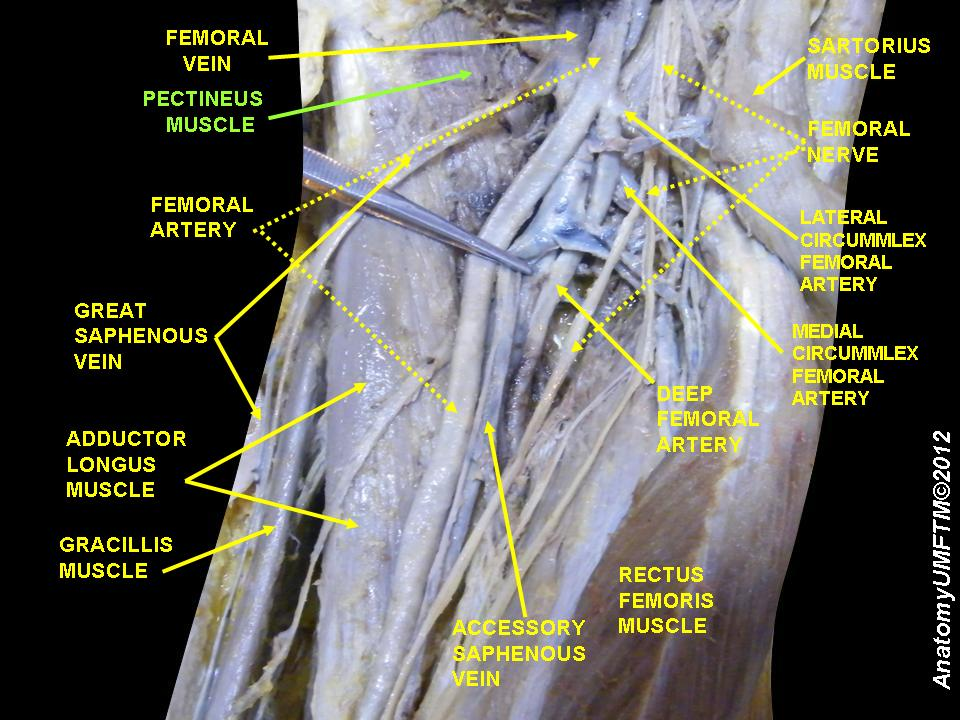
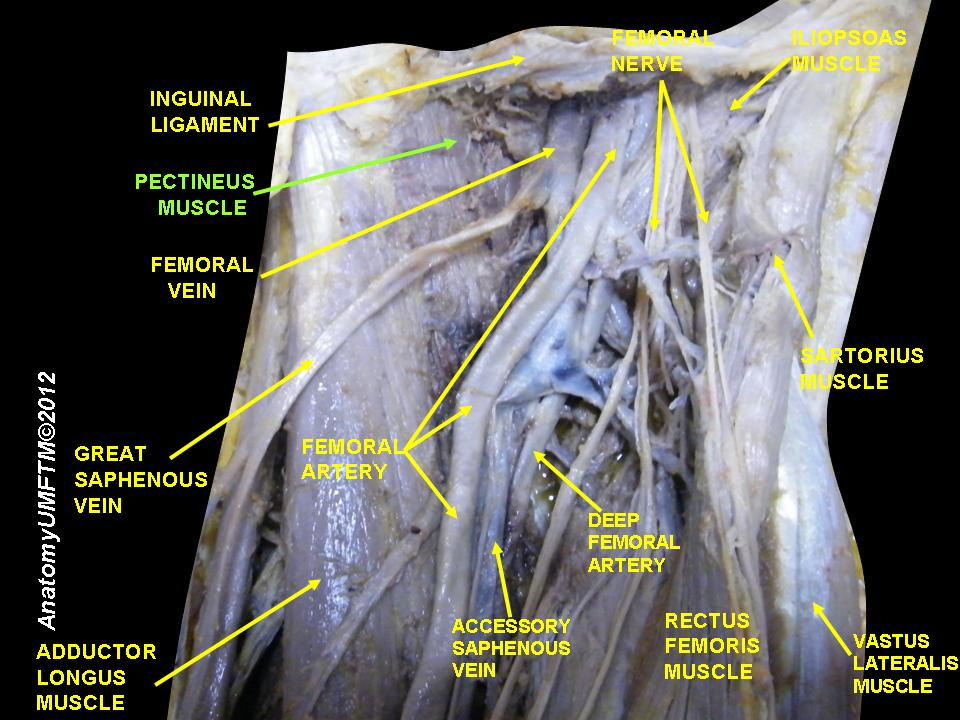
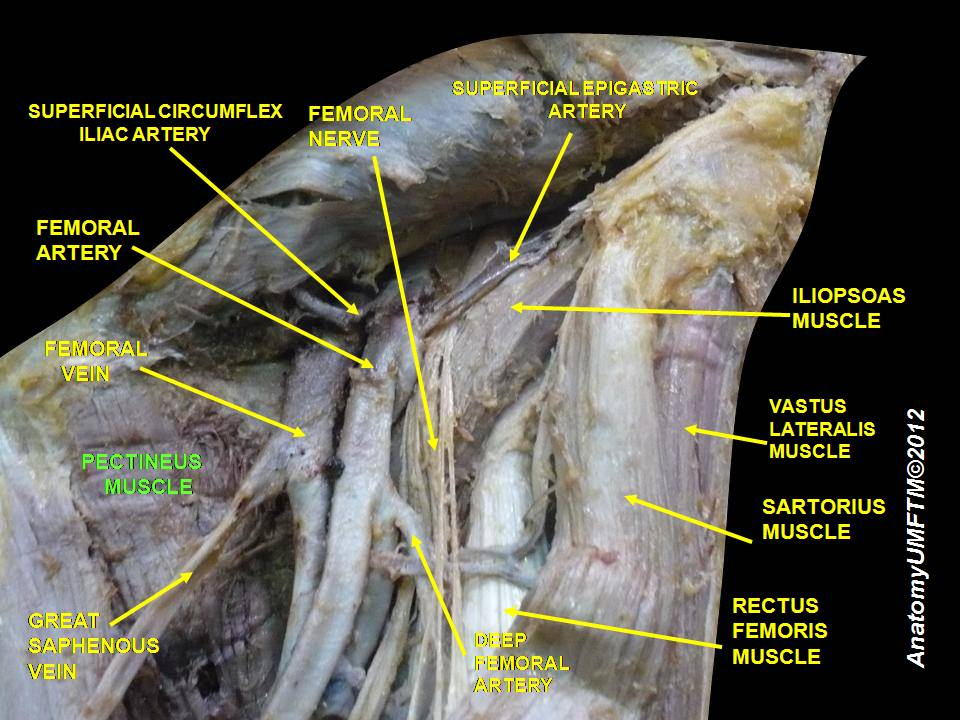
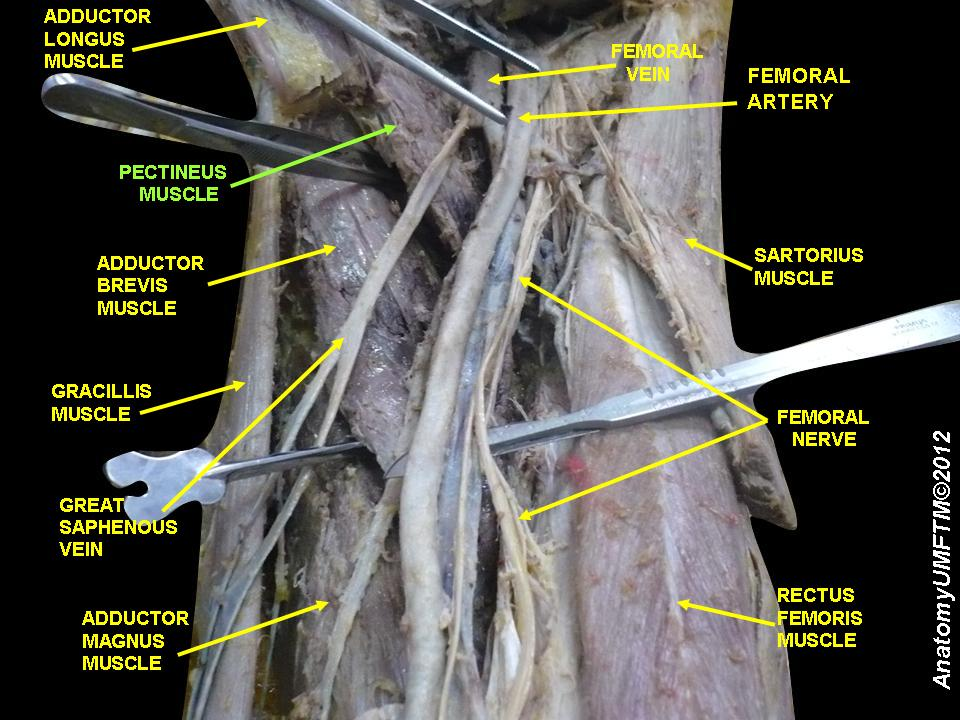
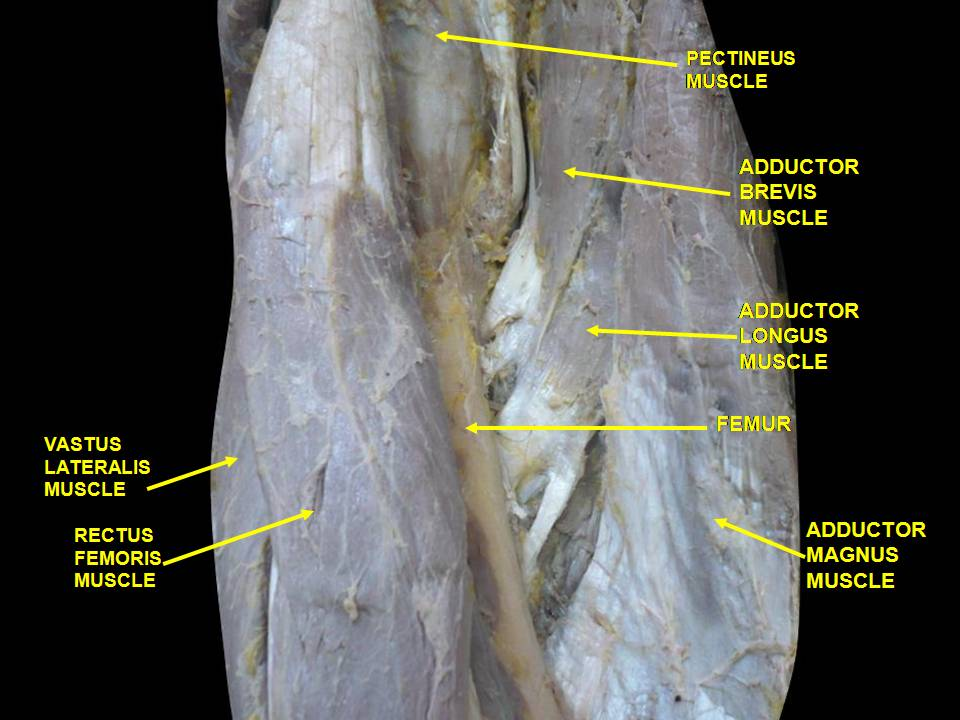
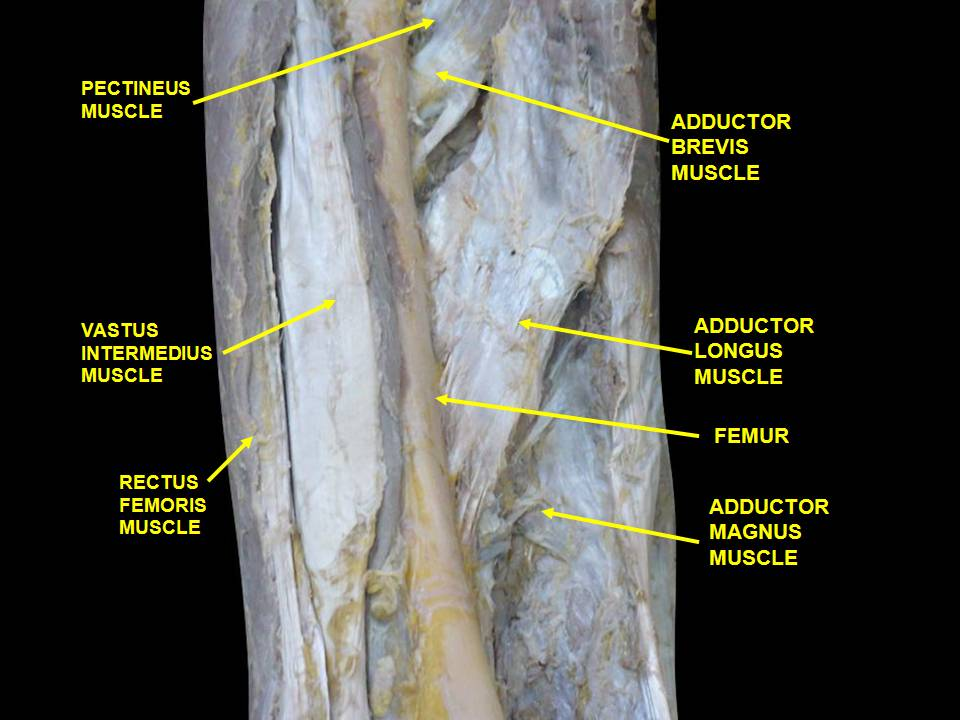